# Popiersie Ludwika Rydygiera w Toruniu
Popiersie Ludwika Rydygiera w Toruniu – pomnik zaprojektowany przez Michała Rosę w 1973 roku, upamiętniający chirurga Ludwika Rydygiera. Znajduje się przy ul. św. Józefa 53/59 w Toruniu. Przedstawia brązową rzeźbę Rydygiera, umieszczoną na cokole z granitu. Pomnik odsłonięto podczas Zjazdu Towarzystwa Chirurgów Polskich we wrześniu 1978 roku.